# Fernando Pessoa
Fernando Pessoa, tên khai sinh: Fernando António Nogueira Pessoa (13 tháng 6 năm 1888 – 30 tháng 11 năm 1935) – nhà thơ, nhà văn, dịch giả, nhà phê bình văn học Bồ Đào Nha, được coi là một trong những nhà thơ vĩ đại nhất viết bằng tiếng Bồ Đào Nha, tiếng Anh, tiếng Pháp. Pessoa là một nhà văn sung mãn, không chỉ ký tên riêng của mình, ông còn dùng đến bảy mươi lăm tên khác. Ông không gọi chúng là bút danh mà gọi là heteronyms.

## Tiểu sử

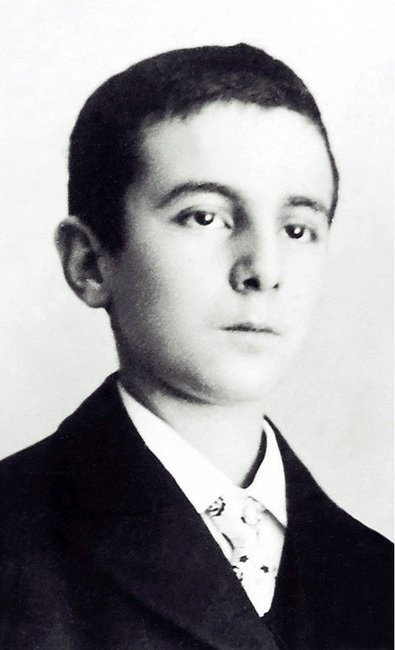
Pessoa năm 13 tuổi (1901).

Fernando Pessoa sinh ở Lisbon. Bố là Joaquim de Seabra Pessoa làm việc ở Bộ Tư pháp, đồng thời là nhà phê bình âm nhạc cho báo Diário de Notícias. Năm 1893 bố mất vì bệnh lao, năm 1895 mẹ là Maria Magdalena Pinheiro Nogueira tái giá với João Miguel dos Santos Rosa, là lãnh sự Bồ Đào Nha ở Durban, Nam Phi.
Fernando Pessoa học tiểu học và trung học ở Durban, sớm bộc lộ năng khiếu về văn chương, rất yêu thơ của các nhà thơ cổ điển Anh như Shakespeare, Milton, Byron, Keats, Tennyson... Thời gian này Pessoa làm thơ và viết văn bằng tiếng Anh. Năm 1903 được giải thưởng của Victoria của Anh về Văn chương.
Năm 1905 Pessoa trở về Bồ Đào Nha, vào học khoa Ngôn ngữ của Đại học Lisbon nhưng bỏ học giữa chừng. Năm 1907 bà nội mất, Pessoa được hưởng một món tiền thừa kế cho phép chàng trai trẻ mở một nhà in nhỏ nhưng rồi cũng bị phá sản trong một thời gian ngắn sau đấy. Từ năm 1907 ông làm nghề dịch thuật nhưng phần lớn thời gian vẫn dành cho sáng tác. Các năm 1914 – 1916 ông là cây bút phê bình nổi tiếng của tạp chí Orpheu.
Fernando Pessoa mất ngày 30 tháng 11 năm 1935 ở Lisbon. Những lời cuối cùng đang viết dở bằng tiếng Anh: "I know not what tomorrow will bring...(Tôi không biết ngày mai sẽ mang đến điều gì...).
Năm 1985, kỷ niệm 50 năm ngày mất, tro cốt của ông được đưa về an táng tại Tu viện Jerónimos nổi tiếng ở Lisbon.

## Di sản
Khi còn sống, Fernando Pessoa chỉ được một số ít người biết đến. Người đương thời không mấy hiểu về tác phẩm của ông. Chỉ nhiều năm sau khi chết mới được công nhận là một bậc thầy ngôn ngữ của Bồ Đào Nha. Nhà phê bình người Mỹ Harold Bloom đặt Fernando Pessoa ngang hàng cùng với Pablo Neruda, nhà thơ Chile đoạt Giải Nobel Văn học năm 1971.